# Pozsonysárfő
Pozsonysárfő (szlovákul Blatné, korábban Šarfia) község Szlovákiában, a Pozsonyi kerületben, a Szenci járásban.

## Fekvése
Szenctől 5 km-re északra fekszik.

## Története
A régészeti leletek tanúsága szerint területén már a kőkorszakban éltek emberek. A vonaldíszes kerámiák népének, a zselizi és a bükki kultúra településeit találták itt meg. A korai vaskorban a la théne-i kultúra, a késői bronzkorban a nyitrai kultúra települései álltak itt.
A falu első írásos említése egy 1245-ben kelt oklevélben történt. Gótikus temploma 1390-ben épült. Története során "Sarfy", "Sarfew", "Saarfo", "Ssárfia" alakban szerepelt az írott forrásokban.
Vályi András szerint „SÁRFŐ. Tót falu Pozsony Várm. földes Ura Gr. Pálfy Uraság, lakosai katolikusok, fekszik Szentzhez, Boldogfalvához sem meszsze, a’ fejér hegyeknél, a’ Rétsei víz nedvesíti; postája is van; határja leginkább gabonát, zabot, árpát terem; mezeje, réttye elég van, szőleje is, erdeje nints, piatza Bazinban, Modorban, és Pozsonyban.”
Fényes Elek szerint „Sárfő, tót falu, Posony vgyében, Posonytól 2 postaállásra, a nagyszombati országutban. Számlál 827 kath., 5 evang., 6 zsidó lak. Van kath. paroch. temploma, postahivatala, vendégfogadója, jövedelmes vizimalma a Csádé patakján. Fekete sárga agyagos földjei jó rozst teremnek. Szőlőhegye pedig közönséges fejér asztali borral szolgál; legjobb a vörös hegyen termesztett. F. u. gr. Pálffy Ferencz.”
A trianoni békeszerződésig Pozsony vármegye Szenci járásához tartozott.

## Népessége
| Év:            | 1994. | 2004.    | 2014.    | 2024.   |
| -------------- | ----- | -------- | -------- | ------- |
| Emberek száma: | 1288  | 1506     | 1742     | 1808    |
| Eltérés:       |       | +16,92 % | +15,67 % | +3,78 % |

| Év:            | 2023. | 2024.   |
| -------------- | ----- | ------- |
| Emberek száma: | 1834  | 1808    |
| Eltérés:       |       | -1,41 % |

1880-ban 1047 lakosából 980 szlovák, 18 német, 10 magyar anyanyelvű, 2 idegen és 37 csecsemő volt.
1910-ben 1421 lakosából 1319 szlovák, 55 magyar, 23 német és 24 más anyanyelvű volt.
2001-ben 1626 lakosából 1497 szlovák volt.
2021-ben 1828 lakosából 1681 (+3) szlovák, 10 (+3) magyar, (+4) ruszin, 18 (+6) egyéb és 119 ismeretlen nemzetiségű volt.

## Nevezetességei

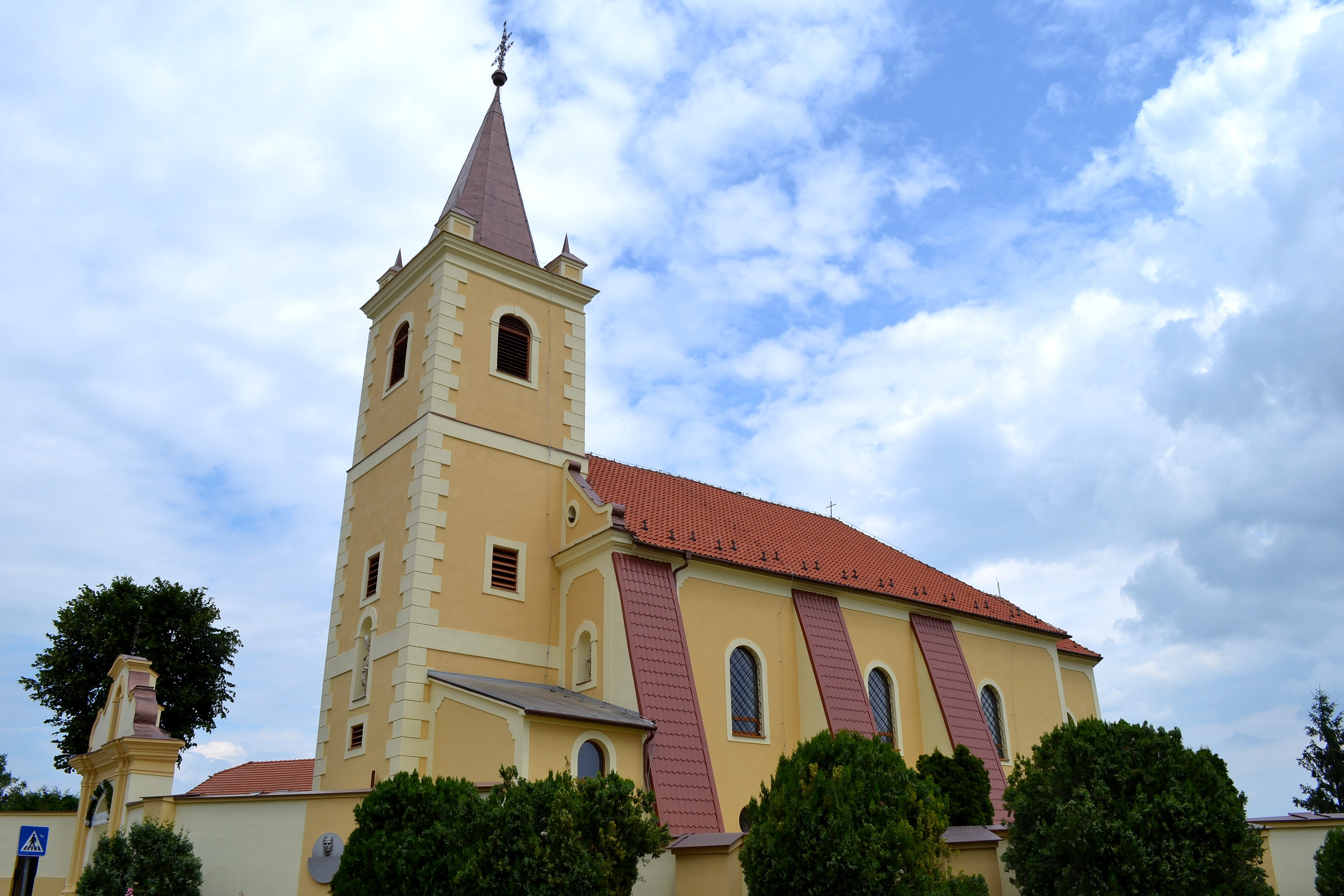
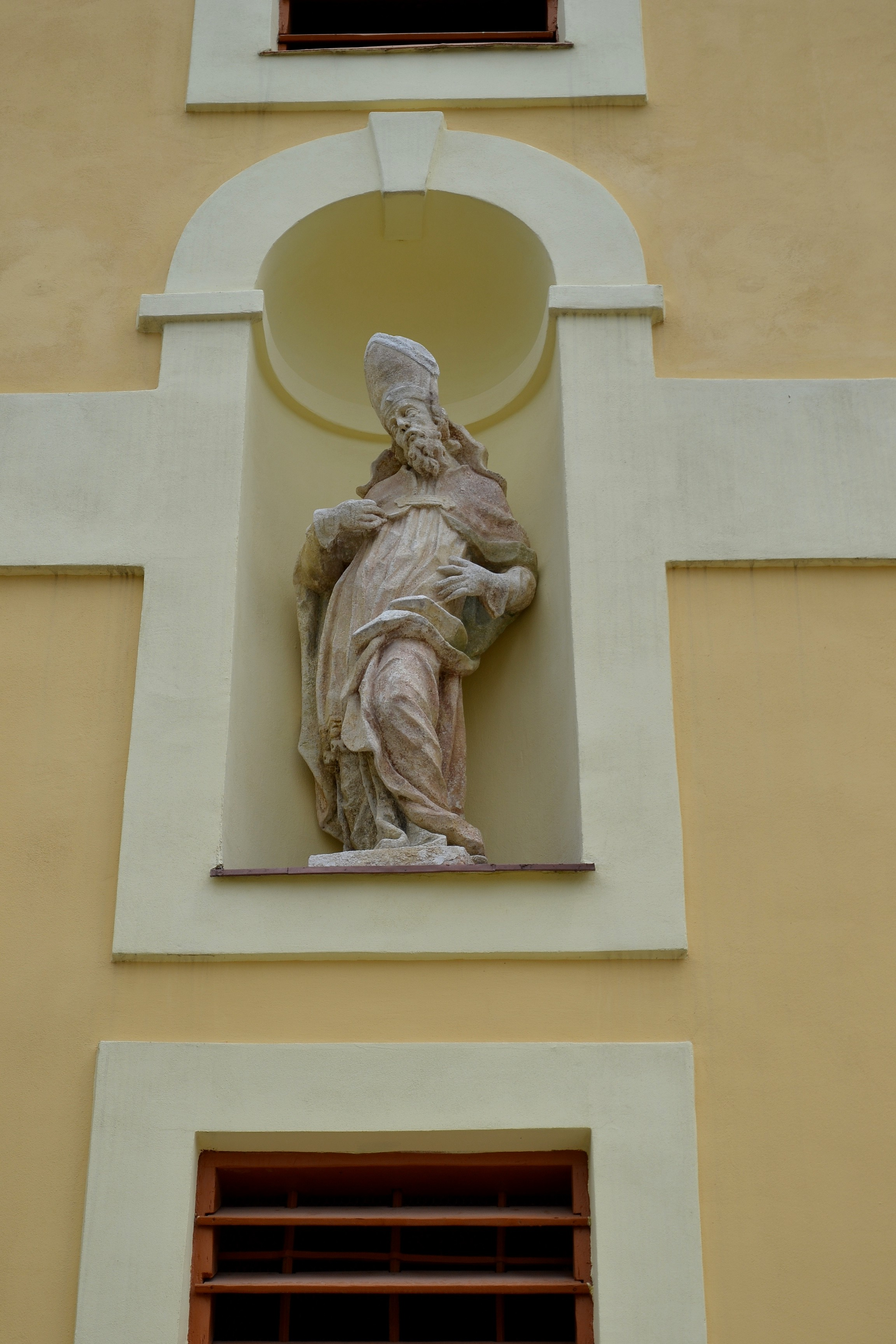
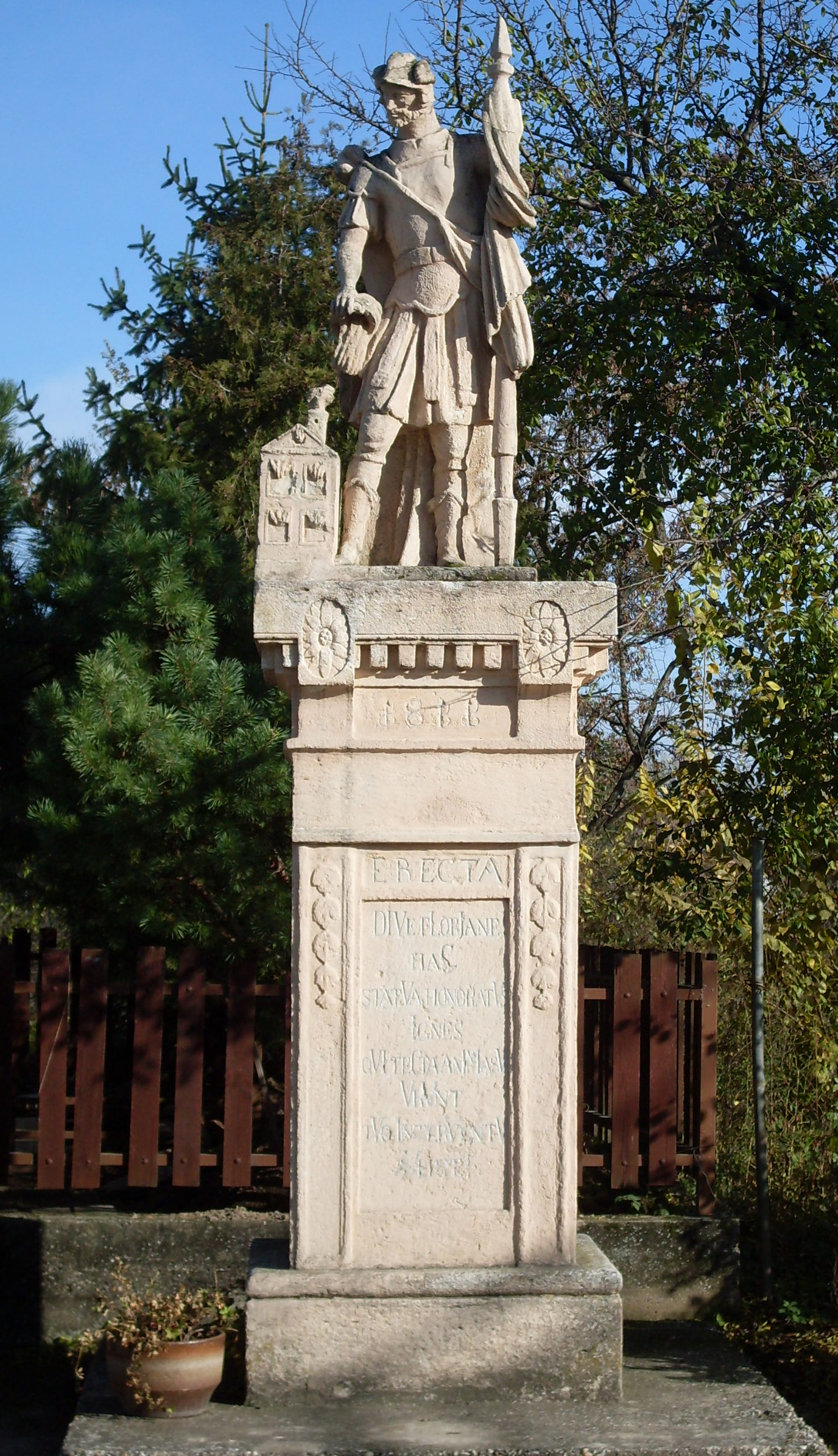
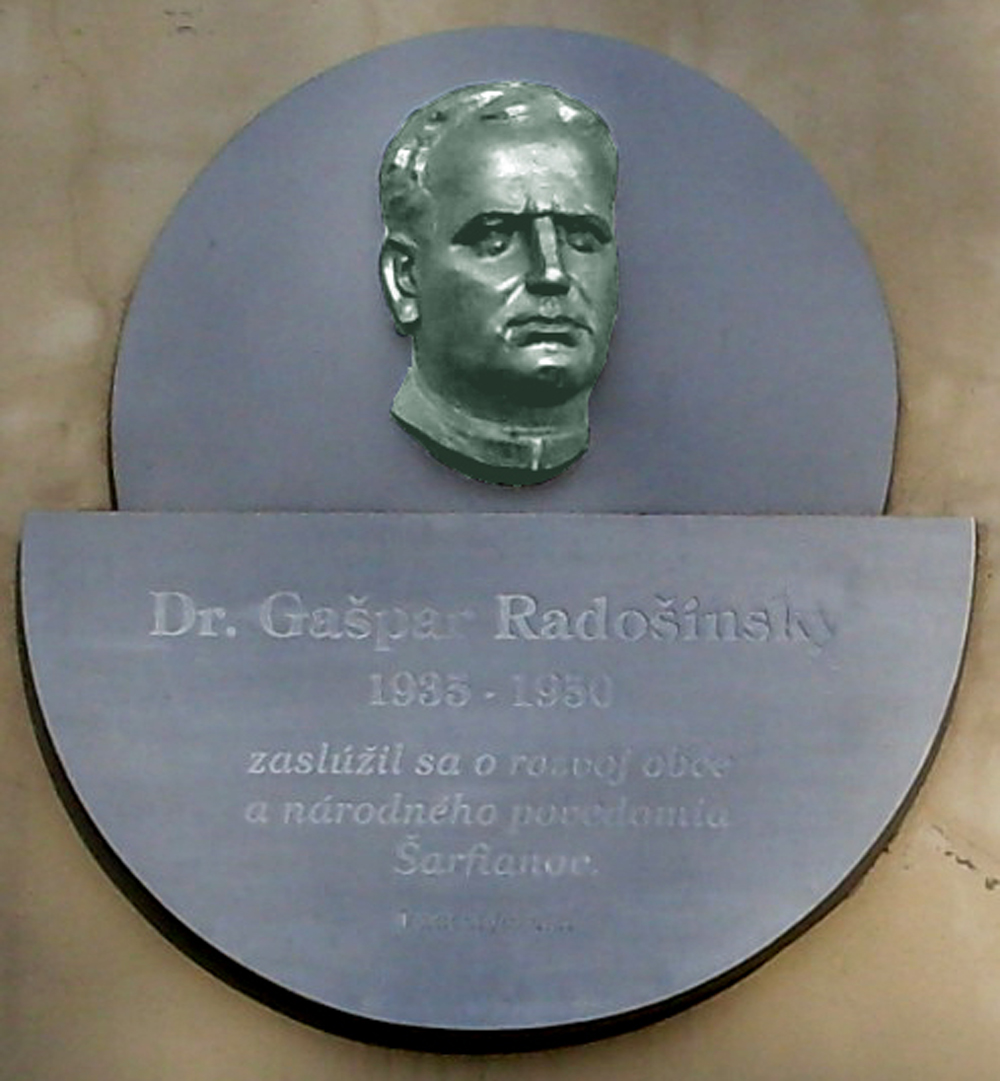
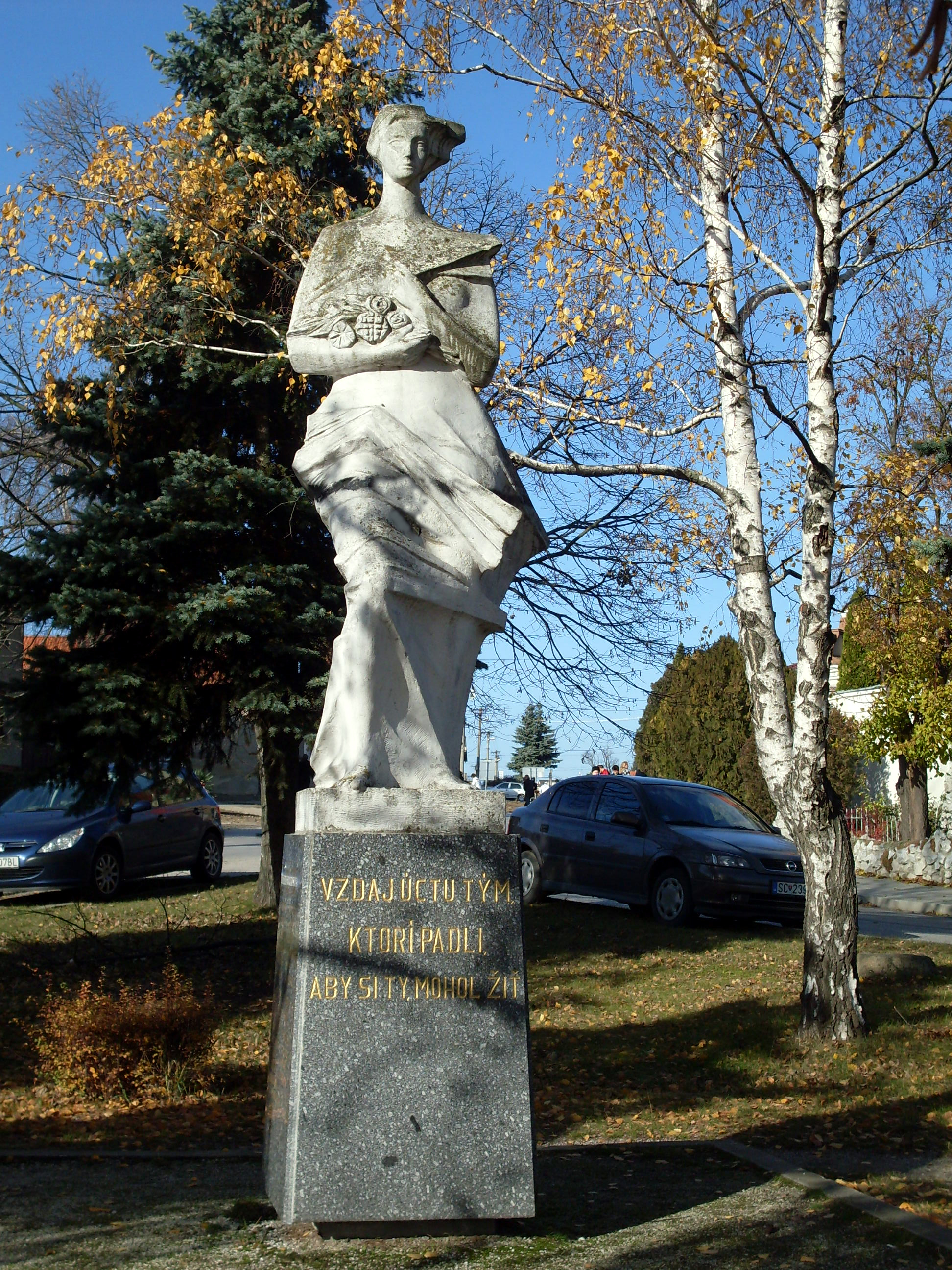

- Szent Adalbert tiszteletére szentelt római katolikus temploma 1390-ben épült, a 18. században barokk stílusban építették át.
- Nepomuki Szent János szobra 1736-ban készült.
- A temetői keresztet 1801-ben állították.
- Szent Flórián szobra 1811-ben készült.
- Immaculata szobrát 1859-ben emelték.
- Szent Orbán szobra 1870-ben készült.
- Lourdes-i barlangját 1940-ben építették.